# 22e brigade mécanisée
Pour les articles homonymes, voir 22e brigade.
La 22e brigade mécanisée (en ukrainien : 22-га окрема механізована бригада, abrégé en 22 ОМБр ; numéro d'unité militaire A4718) est une grande unité d'infanterie mécanisée de l'Armée de terre ukrainienne.
Héritière d'une succession d'unités soviétiques remontant à la Seconde Guerre mondiale, devenue ukrainienne en 1992, l'unité est dissoute en 2003 lors d'une période de réduction des dépenses militaires ; elle est remise sur pied en 2023, pour combattre l'invasion russe. Sa ville de garnison est Tchernivtsi, en Bucovine.

## Historique

### Origine et Seconde Guerre mondiale
La filiation de l'unité remonte à juillet 1941, avec la formation de la 293e division de fusiliers de l'Armée rouge. En octobre 1942, elle est incluse dans la 66e armée (uk) et s'illustre durant la bataille de Stalingrad. Par ordre du Commissariat du peuple à la défense de l'URSS no 034 du 21 janvier 1943, la 293e division de fusiliers est réorganisée en 66e division de fusiliers de la Garde pour sa participation à cette bataille :

« […] Dans les batailles pour notre patrie soviétique contre les envahisseurs allemands, la « 293e division de fusiliers » a montré des exemples de courage, de courage, de discipline et d'organisation. Mener des batailles continues […]. La division a infligé d'énormes pertes aux troupes fascistes et, avec ses coups écrasants, a détruit la main-d'œuvre et l'équipement ennemis, a vaincu impitoyablement les envahisseurs allemands […]. Pour le courage manifesté dans les batailles pour la Patrie, pour la résilience[…]. Pour l'héroïsme du personnel de transformer la 293e division de fusiliers en 66e fusiliers de la Garde […]. La division transformée devrait recevoir le drapeau de la Garde […] »

La 66e armée est également promue, et devient à partir d'avril 1943, la 5e armée de la Garde. Après la bataille de Stalingrad, la 66e division de fusiliers de la Garde est transférée près de Stary Oskol. Avant le début de la bataille de Koursk, la 66e division de fusiliers de la Garde était au deuxième échelon de l'ordre de bataille, c'est-à-dire à soixante-dix kilomètres au nord de Prokhorovka. Le 12 juillet 1943, des unités de la division lancent une contre-offensive près de Prokhorovka avec des unités de la 5e armée de la Garde.
Lors de la bataille du Dniepr, une partie de la division participe à la libération de Poltava, durant laquelle l'unité se distingue de nouveau. Le 32e corps de fusiliers de la Garde reçoit un ordre de combat pour forcer la rivière Vorskla et atteindre Poltava par l'ouest. La 66e division de la Garde est la première à traverser la rive droite de la rivière et se comporte hardiment à l'avant-garde des troupes. Pour commémorer la libération de Poltava par l'ordre du commandant en chef suprême du 23 septembre 1943 no 22, la « 66e division de la Garde » reçoit le nom honorifique Полтавская (Poltavskaïa, « de Poltava »).
Le 29 septembre 1943, la division libère Krementchouk. Le 5 octobre 1943, la 66e division de la Garde, faisant partie du 32e corps de fusiliers de la Garde, commence à débarquer sur l'île de Peschanoe, située près de Vlassivka. Vers le 20 octobre, après de durs combats, la division traverse le Dniepr sur un pont flottant près de Kutsevolivka (uk) et Dereivka sur la rive droite du  Dniepr.
L'unité participe ensuite aux opérations des Carpates orientales de 1944 et à l'opération des Carpates occidentales puis à opération Moravie-Ostrava en 1945. Le 5 avril 1945, pour l'offensive et la libération de Budapest, la division reçoit l'Ordre du Drapeau rouge.
Au début de la guerre froide, la division est rapatriée à Tchernivtsi, en Bucovine désormais territoire soviétique. En 1957, à la suite de son équipement en véhicules blindés, la division est réorganisée en division de fusiliers motorisés, et dans les années 1960-1980, elle devient une division de fusiliers motorisés d'entraînement du district militaire des Carpates, une unité-cadre en sous-effectif (en attendant une hypothétique mobilisation).
Le 14 septembre 1987, la division est transformée en 110e centre d'entrainement de la Garde, puis en janvier 1992 passe sous contrôle de la toute nouvelle Armée de terre ukrainienne

#### Commandants
- 27 décembre 1941 – 21 janvier 1943 : général Pavel Lagoutin
- 21 janvier 1943 – 15 novembre 1943 : général Akim Yakshin[2]
- 28 novembre 1943 : général Sergueï Frolov

### Première formation
L'unité est renommée en 1992 la 66e division mécanisée de la Garde, peu après l'indépendance de l'Ukraine de l'Union soviétique, à partir des éléments du 110e centre de formation de la Garde. Le 26 octobre 1999, elle reçoit le titre honorifique de « Bucovine ». En 2000, au cours de la réforme et de la réduction des forces armées ukrainiennes, la 66e division mécanisée de la Garde est réorganisée et réduite. Elle devient la 22e brigade mécanisée et elle ne conserve pas les titres honorifiques et les récompenses qui lui avaient été précédemment attribués. En 2003, la 22e brigade mécanisée est dissoute ; seul son 300e régiment mécanisé (uk) est maintenu en activité. En 2013, le régiment prend le nom de 87e bataillon aéromobile (uk) et se trouve attaché à la 80e brigade d'assaut aérien.

#### Commandants
- 1997 : général Mikola Chpanko[3]
- 1998 — 2002 : général Youriy Boryskin[4]
- 2002 — 2003 : colonel Mikaïlo Ihnatïev[5]

### Seconde formation: invasion russe de l'Ukraine

#### Secteur de Bakhmout (juillet 2023 - juillet 2024)
La 22e brigade mécanisée est recréée le 18 février 2023, dans le cadre du développement des Forces armées ukrainiennes avant la contre-offensive ukrainienne de 2023. Elle récupère le personnel survivant de plusieurs bataillons dissous. La nouvelle brigade est immédiatement envoyée à l'entrainement dans l'oblast de Lviv.
La brigade entre en action pour la première fois à la fin du mois de juin, déployée lors de la contre-offensive ukrainienne de 2023 sur le flanc sud de Bakhmout vers Klichtchiïvka, capturant des positions russes dans la région au sud de Bakhmout aux côtés de la 80e brigade d'assaut aérien. Fin septembre 2023, elle contribue à la reprise de Klichtchiïvka dans l'oblast de Donetsk, soutenant les attaques ukrainiennes sur cette portion du front au sud de Bakhmout. Elle se met ensuite en position d'attente, les Russes passant à l'offensive vers Tchassiv Iar.

#### Incursion dans l'oblast de Koursk (depuis août 2024)
En juillet 2024, la brigade est déployée dans la région de Soumy, où son bataillon de drones et ses unités d'artillerie frappent des positions russes dans la région de Koursk. En août 2024, la brigade participe à l'offensive ukrainienne dans l'oblast russe de Koursk. Ses unités avec celles de la 80e brigade d'assaut aérien sont les premières à pénétrer dans la zone, brêchant les défenses russes. Elle réussit ensuite à encercler partiellement Soudja, contournant la ville par le nord et atteignant le village de Martynovka ; elle inflige ensuite de lourdes pertes au 488e régiment de la 144e division de fusiliers motorisés de la Garde, capturant de nombreux prisonniers. Dans les jours suivants, elle subit deux contre-attaques de la 810e brigade d'infanterie de marine, perdant temporairement le contrôle de Martynovka et devant se battre pour la reconquérir, pouvant ainsi contribuer à la sécurisation de la ville de Soudja. Le 10 septembre, des éléments de la brigade, désormais employés en direction de Korenevo, sont attaqués par la 810e brigade russe et repoussés vers Ol'govka. Dans les jours suivants, la brigade mène plusieurs contre-attaques sur le flanc de la pénétration russe en direction de Snagost, infligeant de lourdes pertes au 51e régiment aéroporté de la 106e division aéroportée de la Garde qui tente d'occuper le village.

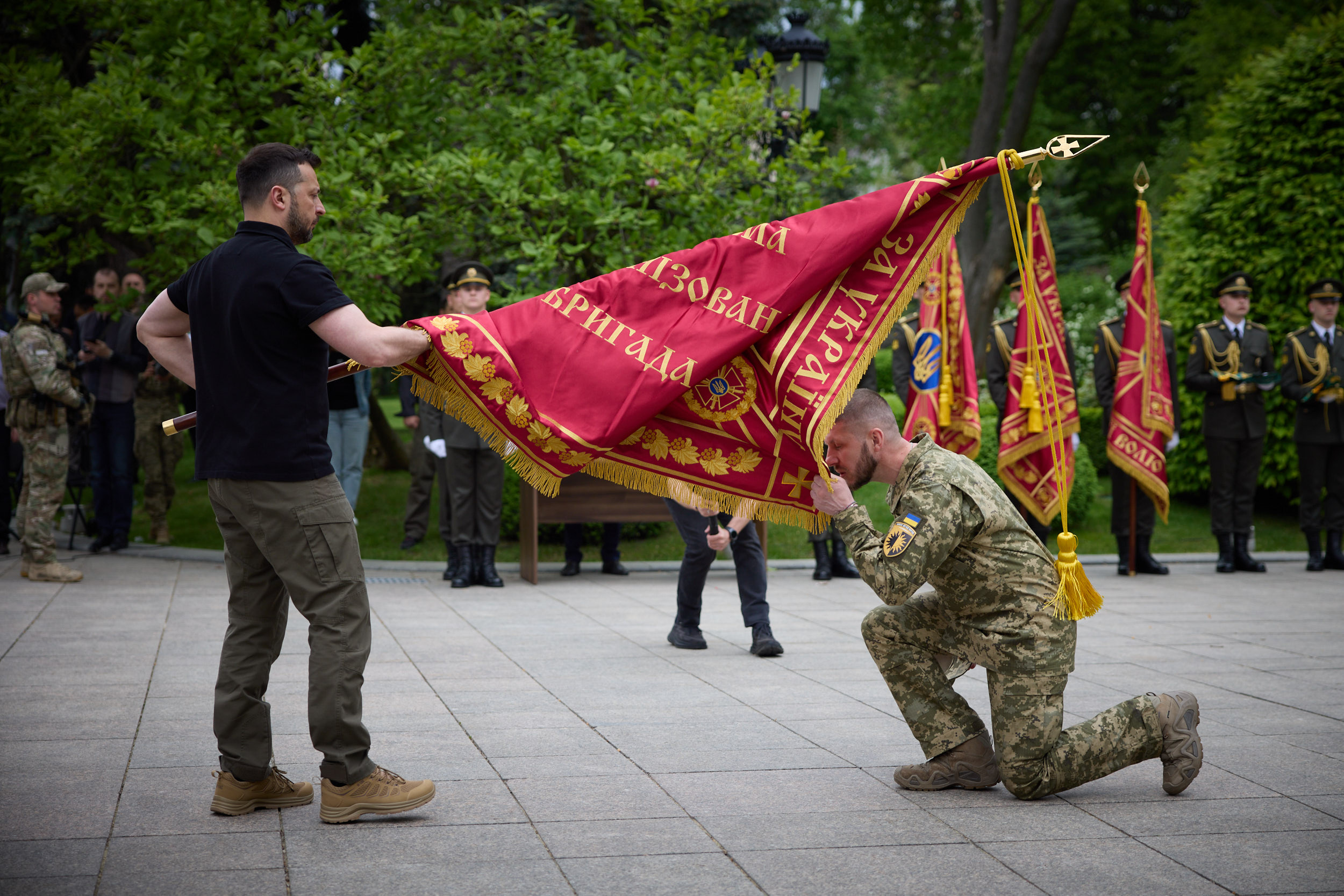
La 22e recevant son drapeau lors du Jour de l'infanterie le 6 mai 2024 par le Président Zelensky
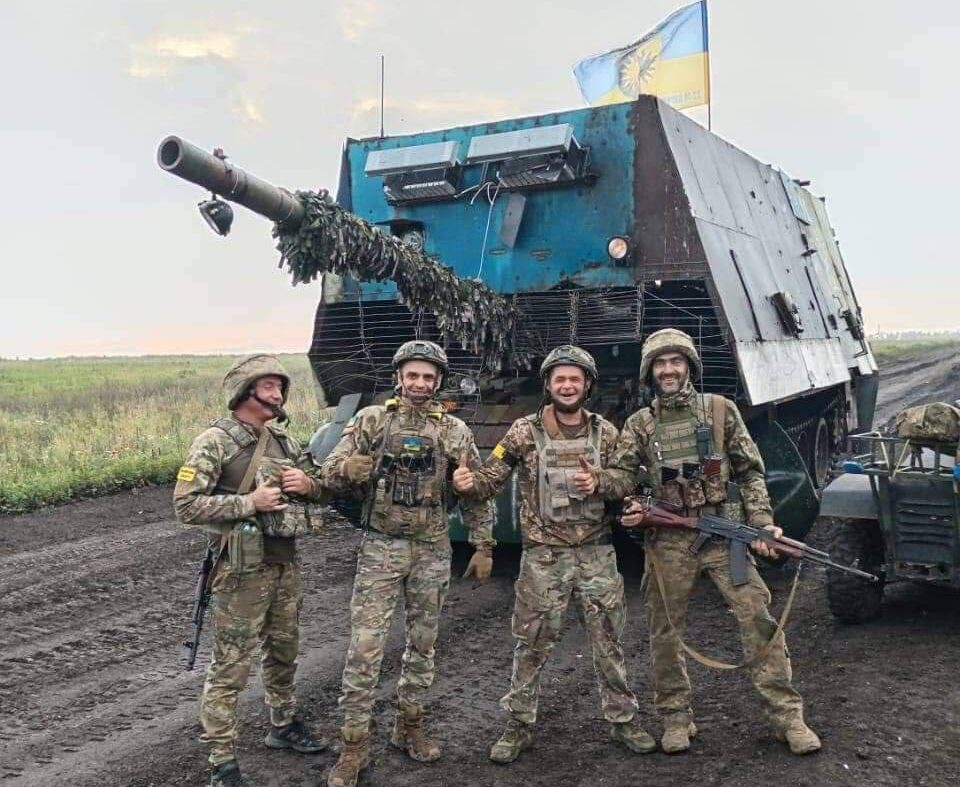
Char tortue saisi le 17 juin 2024

## Organisation

### Structure
- État-major de la brigade,
  - 
    -  compagnie de protection du QG ;

  -  1er bataillon mécanisé ;
  -  2e bataillon mécanisé ;
  -  3e bataillon mécanisé ;
  -  11e bataillon de fusiliers (unité militaire A7095)[14] ;
  -  409e bataillon de fusiliers (unité militaire A4818 ― garnison de Mykolaïv)[15] ;
  -  412e bataillon de fusiliers (unité militaire A4845 ― garnison de l'Oblast de Kirovohrad)[16] ;
  -  Bataillon de chars ;
  -  Groupe d'artillerie de la brigade :
    - 
      -  État-major du groupe d'artillerie
      -  Unité de contrôle et d'acquisition de cibles ;

    -  1er bataillon d'artillerie automotrice [17] ;
    -  2e bataillon d'artillerie (des FH70) ;
    -  Bataillon de lance-roquettes multiples (BM-21 Grad) ;
    -  Bataillon anti-char ;

  -  Bataillon antiaérien ;
  -  compagnie de reconnaissance ;
  -  Bataillon de drones
  -  Bataillon du génie ;
  -  Bataillon logistique ;
  -  Compagnie de transmissions ;
  -  Bataillon de maintenance ;
  -  Compagnie de radar (désignation d'objectifs) ;
  -  Compagnie médicale (soins et évacuation) ;
  -  Compagnie de protection NRBC.

### Équipements
- Bataillon de chars : PT-91 Twardy polonais complétés avec des T-72B, T-72AMT et T-72AV.
- Trois bataillons mécanisés : BWP-1 polonais, complétés avec des Humvees.
- Groupe d'artillerie sur 2S3 Akatsia et MLRS BM-21 Grad[18].
- Génie : Véhicule blindé pontonnier Biber livrés par les Pays-Bas.